# Thoron (geslacht)
Thoron is een geslacht van vliesvleugelige insecten van de familie Scelionidae.

## Soorten
- T. gibbus Ruthe, 1859
- T. metallicus Haliday, 1833